# Gottesbeweis
Gottesbeweis bezeichnet in neuzeitlicher Terminologie den Versuch, mithilfe der Vernunft die Existenz Gottes zu beweisen. Der Begriff wurde rückwirkend auf verschiedenste philosophische Konzepte angewendet, die die Existenz Gottes glaubhaft machen wollten. Dagegen stehen einerseits rationale Widerlegungsversuche entsprechender Argumentationen oder Argumente, die Gründe gegen die Existenz Gottes ins Feld führen, andererseits Positionen eines Irrationalismus oder Nonkognitivismus bezüglich religiöser Überzeugungen. In der modernen christlichen Philosophie und Theologie gibt es Positionen, die auch die historischen Beweise mehr als „Zugänge“ zu einem Gottesbegriff verstehen denn als strenge Beweise im Sinne moderner Wissenschaftsmethodik. Zwischenpositionen sprechen von einer rationalen Rechtfertigung eines durch Offenbarung gewonnenen Gottesglaubens.

## Einleitung

### Historische und aktuelle Einschätzungen
Versuche, die Existenz Gottes bzw. von Göttern wahrscheinlich zu machen bzw. Gottesbeweise darzulegen, finden sich bereits in der Philosophie der Antike, z. B. bei Cicero und Seneca; ferner in der jüdischen und frühchristlichen Apologetik, danach bei den Kirchenvätern, wie z. B. bei Augustinus.
In der jüdischen, christlichen und islamischen Philosophie bzw. philosophischen Theologie der Antike und des Mittelalters wurden entsprechende Argumentationsstränge weitergeführt. Dazu zählen Überlegungen aus der Struktur der Wirklichkeit wie auch aus den begrifflichen Implikationen des Gottesbegriffs, wie beispielsweise bei Anselm von Canterbury.
Anstrengungen im zeitlichen Kontext der frühen Neuzeit und Moderne, wie z. B. im Kontext eines methodischen Rationalismus bei Descartes oder Leibniz, führten diese Unternehmungen fort.
Für die neuzeitliche Diskussion der Problematik und möglichen Reichweise von Gottesbeweisen führte die grundsätzliche Kritik durch Immanuel Kant zu Neubewertungen: Kant beschränkte in seiner Kritik der reinen Vernunft mögliche Erkenntnisse über Sachverhalte auf den Bereich des anschaulich Erfahrbaren. Die klassischen Gottesbeweise seien demnach nicht schlüssig, weil ihre Begriffsanwendungen nicht durch Anschauung fundiert sei.
Spätere Religionskritiker wie Ludwig Feuerbach fassten Gott als Inbegriff menschlicher Idealvorstellungen auf, die irrigerweise auf ein fiktives Göttliches projiziert würde. Damit verbindet sich nicht nur eine These zur Entstehung der Gottesvorstellung, sondern auch die Annahme, dass dieser keine Realität entspreche.
Im Gefolge Kants kam es unter einigen Religionsphilosophen und Theologen zu einer theologischen Aufnahme seiner Radikalkritik in Entwicklung neuer subjektphilosophischer Religionsphilosophien. Innerhalb der Neuscholastik, sowie auch unter einigen Religionsphilosophen, speziell im Kontext sogenannter natürlicher Theologie, wurden allerdings auch klassische Argumentationsformen weiterzuführen versucht.
Einige Vertreter analytischer Religionsphilosophie haben entweder Einwendungen gegen klassische Gottesbeweise zu verstärken versucht, so etwa John Leslie Mackie. Andere, wie zum Beispiel Alvin Plantinga und Richard Swinburne, haben versucht, Gottesbeweise neu zu formulieren. Dies betrifft unter anderem die sogenannten kosmologischen wie auch ontologischen Beweisansätze.

### Motive
In der vorchristlichen Antike und im christlichen Mittelalter Europas stand die Existenz von Göttern oder eines Gottes meist nicht in Frage. Durch Etablierung von Staatsreligionen und deren Wahrheitsanspruch war es vielerorts rechtlich nicht erlaubt, daran öffentlich zu zweifeln. Ein formaler Beweis war also nicht als Reaktion auf publizierte Kritik notwendig, sondern hatte das Ziel, religiöse Überzeugungen zu stützen oder theoretisch zu untermauern.
Viele Frühscholastiker betonen die Notwendigkeit, zwischen Vernunft und Glaube zu vermitteln. Wesentlich dafür ist die Auffassung, dass der Vernunft die Existenz Gottes einsichtig ist. In diesem Sinne hatten bereits arabische (Averroes, Avicenna, Muhyī d-Dīn Ibn ʿArabī), insbesondere kalamitische und jüdische Denker (Maimonides) Gottesbeweise entwickelt.
Gottesbeweise dienten außerdem dazu, „Heiden“ zu bekehren, weil sich allein durch politische Macht in heidnisch geprägten Gesellschaften keine bestimmte Religiosität erzwingen lässt. Wo zudem die Bibel noch nicht als Heilige Schrift anerkannt wird, kann nicht erfolgreich offenbarungstheologisch argumentiert werden.
Hoch-Zeiten der Gottesbeweise waren die Frühe Neuzeit und die Epoche der deutschen Aufklärung. Für deistische Vordenker der Aufklärung sollten die Gottesbeweise eine auf Vernunft gegründete Natürliche Religion ohne Offenbarung durchsetzen. Diese Vorstellung wurde besonders von David Hume kritisiert. Mit Kants einflussreicher Kritik an den Gottesbeweisen verlieren die Gottesbeweise in philosophischen Diskussionen an Bedeutung. Indem sie das Subjekt in das Zentrum ihrer Überlegungen stellten, versuchten etwa Friedrich Schleiermacher und Søren Kierkegaard Gottesbeweise zu rehabilitieren.
Viele der hier aufgeführten Gottesbeweise beziehen sich auf einen Schöpfergott nach abrahamitischer Definition. Damit sind sie auf Religionen, die zwar Götter, aber keinen Schöpfer kennen, nicht anwendbar. Dies trifft beispielsweise auf den Hinduismus zu.

## Typen von Gottesbeweisen
Gottesbeweise lassen sich in apriorische und aposteriorische Beweise einteilen; diese Untergliederung nahm bereits Kant vor (Immanuel Kant: AA II, 155). Apriorische Gottesbeweise sind unabhängig von Erfahrung. So leitet beispielsweise Anselm von Canterbury die Existenz Gottes aus dessen Begriff ab. Aposteriorische Gottesbeweise gründen sich auf Erfahrung. Die sogenannten fünf Wege (quinque viae) in der Tradition des Thomas von Aquin gelten hier als typisches Beispiel.
Eine weitere Unterscheidung von Gottesbeweisen geht auf die Ausführungen zur Transzendentalen Dialektik in Kants Kritik der reinen Vernunft zurück. Hier wird nach ontologischem, kosmologischem und teleologischem Gottesbeweis unterschieden (Immanuel Kant: AA III, 396). Zusätzlich zu Kants Gliederung wird heute häufig noch der moralische Gottesbeweis ergänzt, den er selbst entwickelte (Immanuel Kant: AA III, 523).

### Der ontologische Gottesbeweis

#### Anselm von Canterbury
Die erste bekannte Version des sogenannten ontologischen Gottesbeweises formulierte Anselm von Canterbury (1033–1109) im Proslogion. Auch René Descartes (1596–1650) hat auf diese Weise versucht, Gottes Existenz zu beweisen. Ontologisch wird diese Art des Gottesbeweises genannt, da Anselm und Descartes von der logisch-begrifflichen Ebene auf die Ebene des Seins (griech. to on, Genitiv ontos) schlussfolgern. Als erster bezeichnete Kant den Ansatz Anselms und Descartes als ontologisch (Immanuel Kant: AA III, 396).
Anselm wendet sich mit seinem Beweis ausdrücklich an Gläubige, die die Inhalte ihres Glaubens verstehen wollen, oder sachlich gesagt, an einen das Verstehen suchenden Glauben („fides quaerens intellectum“). Ein solcher Glaube hat einen Begriff von Gott als einem, „worüber hinaus nichts Größeres gedacht werden kann“ („quo nihil maius cogitari potest“). Dieser „Begriff“ ist nach Anselm gedanklich nur dann widerspruchsfrei nachzuvollziehen, wenn Gott wirklich existiert. Seine Argumentationsstruktur beginnt mit einer Annahme des Gegenteils:
1. Annahme des Gegenteils: Das, worüber hinaus nichts Größeres gedacht werden kann [d.  i. Gott], existiert nicht in Wirklichkeit, sondern nur im Verstand.
2. Wenn (1), dann kann etwas gedacht werden, das größer ist als das, worüber hinaus nichts Größeres gedacht werden kann (nämlich ebendieses, jedoch mit der zusätzlichen Qualität, dass es auch in Wirklichkeit existiert, was dann größer ist als das lediglich Gedachte, welches nicht in der Wirklichkeit existiert).
3. Wenn etwas gedacht werden kann, das größer ist als das, worüber hinaus nichts Größeres gedacht werden kann, dann ist das, worüber hinaus nichts Größeres gedacht werden kann, etwas, worüber hinaus Größeres gedacht werden kann.
4. Das, worüber hinaus nichts Größeres gedacht werden kann, ist etwas, worüber hinaus Größeres gedacht werden kann [aus (1), (2) und (3) durch zweimalige Anwendung des Modus ponens].
5. (4) ist widersprüchlich und daher (1) falsch, d. h.: Das, worüber hinaus nichts Größeres gedacht werden kann [d.  i. Gott], existiert in Wirklichkeit und nicht nur im Verstand [aus (1)–(4) durch reductio ad absurdum].

Die Rezeption des Proslogion fokussiert sich auf das „unum argumentum“ („das eine Argument“) in den Kapiteln 2–4. Damit wird außer Acht gelassen, dass Anselm einerseits nicht rein rational argumentiert, sondern stets als Glaubender spricht, was durch die gebetsartigen Abschnitte zum Beispiel in Kapitel 1 verdeutlicht wird. Andererseits geht er in Kapitel 15 einen Schritt weiter und stellt die These auf, dass Gott größer ist, als gedacht werden kann.

#### Kurt Gödel
Kurt Gödel (1906–1978) entwickelte 1970 eine Rekonstruktion des ontologischen Gottesbeweises in der Sprache der Modallogik, die auf drei Definitionen und fünf widerspruchsfreien Axiomen beruht. Das Anliegen Gödels „bestand […] im Nachweis, daß ein ontologischer Gottesbeweis auf eine Art und Weise geführt werden könne, die modernen logischen Maßstäben gerecht wird“. Gödel verzögerte die Veröffentlichung des Beweises, da er befürchtete, sein Anliegen würde als selbstständiger Versuch, einen gültigen Beweis aufzustellen, missverstanden. Die formale Korrektheit von Gödels Beweis wurde mittels maschinengestützten Beweisens aufgezeigt, und zwar für die Beweisversion von Dana Scott, die folgende Übersetzung wiedergibt:
| Axiom 1      | Entweder eine Eigenschaft oder ihre Negation ist positiv.                                                        |
| Axiom 2      | Eine aus einer positiven Eigenschaft notwendigerweise folgende Eigenschaft ist positiv.                          |
| Theorem 1    | Positive Eigenschaften kommen möglicherweise einem Wesen zu.                                                     |
| Definition 1 | Göttlich ist ein Wesen, falls es alle positiven Eigenschaften besitzt.                                           |
| Axiom 3      | Göttlich ist eine positive Eigenschaft.                                                                          |
| Korollar     | Möglicherweise existiert ein göttliches Wesen.                                                                   |
| Axiom 4      | Positive Eigenschaften sind notwendigerweise positiv.                                                            |
| Definition 2 | Eine Eigenschaft eines Wesens ist essentiell, falls diese alle seine Eigenschaften notwendigerweise impliziert.  |
| Theorem 2    | Göttlich ist eine essentielle Eigenschaft jedes göttlichen Wesens.                                               |
| Definition 3 | Ein Wesen ist notwendigerweise existent, falls es all seine essentiellen Eigenschaften notwendigerweise erfüllt. |
| Axiom 5      | Notwendige Existenz ist eine positive Eigenschaft.                                                               |
| Theorem 3    | Ein göttliches Wesen existiert notwendigerweise.                                                                 |

| Formulierung in der Modallogik |
| {\displaystyle {\begin{aligned}{\text{Axiom 1}}&\quad P(\neg \varphi )\;\Longleftrightarrow \;\neg P(\varphi )\\{\text{Axiom 2}}&\quad \left(P(\varphi )\;\wedge \;\Box \;\forall x(\varphi (x)\Longrightarrow \psi (x))\right)\;\Longrightarrow \;P(\psi )\\{\text{Theorem 1}}&\quad P(\varphi )\;\Longrightarrow \;\Diamond \;\exists x\;\varphi (x)\\{\text{Definition 1}}&\quad G(x)\;\Longleftrightarrow \;\forall \varphi (P(\varphi )\Longrightarrow \varphi (x))\\{\text{Axiom 3}}&\quad P(G)\\{\text{Korollar}}&\quad \Diamond \;\exists x\;G(x)\\{\text{Axiom 4}}&\quad P(\varphi )\;\Longrightarrow \;\Box \;P(\varphi )\\{\text{Definition 2}}&\quad \varphi {\text{ ess }}x\;\Longleftrightarrow \;\varphi (x)\wedge \forall \psi \left(\psi (x)\Longrightarrow \Box \;\forall y(\varphi (y)\Longrightarrow \psi (y))\right)\\{\text{Theorem 2}}&\quad G(x)\;\Rightarrow \;G{\text{ ess }}x\\{\text{Definition 3}}&\quad E(x)\;\Longleftrightarrow \;\forall \varphi (\varphi {\text{ ess }}x\Longrightarrow \Box \;\exists y\;\varphi (y))\\{\text{Axiom 5}}&\quad P(E)\\{\text{Theorem 3}}&\quad \Box \;\exists x\;G(x)\end{aligned}}} |

Die erste Definition führt einen Gottesbegriff ein, die zweite beschreibt die essenziellen Eigenschaften von Wesen und die dritte thematisiert die notwendige Existenz. Gödels Axiome 1, 2, 4 und 5 definieren positive Eigenschaften implizit. Das von Dana Scott ergänzte Axiom 3 liefert die mögliche Existenz eines göttlichen Wesens (Korollar) und Theorem-3 beweist dessen notwendige Existenz nach Gödels Definition. Die Implikation von Korollar und Theorem-3, — {\displaystyle \Diamond \;\exists x\;G(x)\;\Rightarrow \;\Box \;\exists x\;G(x)\;} —, bildet formal-syntaktisch das Theorem Anselms von Canterbury ab: „Weil Gott denkbar bzw. möglich ist, gibt es Gott“. Das ist das reguläre Ergebnis der Gödel-Axiomatik. Kurt Gödel beabsichtigte mit seinem System jedoch nicht, einen Gottesglauben zu erzeugen; das Gödel-Kalkül ist kein Existenzbeweis für den Gott der Bibel. Gödel zeigt nur, dass der traditionelle abendländische Gottesglaube mit den Maßstäben der modernen Logik vereinbar ist. In einem Brief vom 6. Oktober 1961 an seine Mutter erklärt Gödel, es dürfte möglich sein, rein verstandesmäßig, ohne sich auf den Glauben an eine Religion zu stützen, einzusehen, dass eine theistische Weltanschauung mit allen bekannten Tatsachen durchaus vereinbar ist, wie es bereits Leibniz versucht hat. Gödel selbst blieb bis zu seinem Tod ohne ein dezidiertes religiöses Bekenntnis. Entsprechend der theologischen Weltanschauung ist Gott der Größte, „über dem 'Größeres' nicht gedacht werden kann“ (Anselm), bzw. „…ist Gott ein Wesen von äußerster Größe und Vollkommenheit, das alle Grade derselben in sich schließt“ (Leibniz), d. h. der alle positiven Eigenschaften besitzt und der für uns immer schon 'da' ist. Das ist Gödels methodologische Prämisse und wird in seiner Definition-1 für Gott formal-syntaktisch dargestellt. Davon ausgehend, zeigen seine Axiome und Definitionen, dass es zu Widersprüchen führt, wenn angenommen wird, dass es keinen „Gott“ und nichts „Vollkommenes“, „Perfektes“ oder „Positives“ für die Welt gibt.

### Der kosmologische Gottesbeweis
Die antiken und mittelalterlichen Varianten des kosmologischen Beweises gehen in irgendeiner Form davon aus, dass das Universum eine Ursache außerhalb seiner selbst haben muss. Die Welt und ihre Existenz werden dabei als fraglich und fragwürdig betrachtet. Die klassische Formulierung des kosmologischen Gottesbeweises findet sich bei Thomas von Aquin in der Summa theologica, der dabei seinerseits auf Gedankengänge von Platon und Aristoteles zurückgriff.

#### Thomas von Aquin: quinque viae ad deum
In den quinque viae (fünf Wegen) des Thomas von Aquin (1225–1274) enthalten die vier ersten Wege zu Gott Varianten des kosmologischen Gottesbeweises. Der fünfte Weg stellt den teleologischen Gottesbeweis dar. Thomas unterscheidet den Aufweis Gottes aus der Bewegung (ex parte motus), aus der Wirkursache (ex ratione causae efficientis), aus dem Möglichen und Notwendigen (ex possibili et necessario), aus den Graden der Vollkommenheit (ex gradibus) und aus der Teleologie (ex gubernatione rerum). Jeder dieser Wege geht von Erfahrungstatsachen aus, d. h., er enthält empirische Prämissen. Diese können in der Argumentation Thomas’ nicht zugleich wahr und ihre Konklusion, die Existenz Gottes, falsch sein.
Jeder seiner 5 Wege hat denselben syllogistischen Aufbau:
- der Obersatz = die 1. Prämisse (lat. praemittere – „voraussetzen“) eine empirisch nachprüfbare Tatsache (ein Faktum der anorganischen oder organischen Welt)
- der Untersatz = die 2. Prämisse eine metaphysische Feststellung, d. h. eine Behauptung, die zwar nicht empirisch beweisbar ist, deren Annahme aber zumindest nicht unlogisch oder unsinnig ist. Solche Sätze nennt man Axiome, z. B. dass alles Existierende einen hinreichenden Grund für sein Sein haben muss (physisches und metaphysisches Kausalitätsprinzip) oder dass zwischen dem absoluten und dem erschaffenen (kontingenten) Sein eine Entsprechung (analogia entis) besteht, so dass vom Kontingenten aus sinnvolle und richtige Aussagen über das Absolute gemacht werden können. Wer die Gültigkeit von Axiomen abstreitet, kommt zu abwegigen Schlussfolgerungen; ihre Wahrheit ist also gegeben, aber unbeweisbar; diesen Wahrheitsgrad nennt man Evidenz (von lat. evideri – „herausscheinen“).
- der Schlusssatz (lat. conclusio) = er enthält den Nachweis der Existenz Gottes. Da für Thomas von Aquin die Gültigkeit metaphysischer Axiome außer Zweifel stand, hielt er seine Gottesbeweise für zwingend (stringent), und seine Anhänger in der Neuzeit, die Neuscholastiker, verfechten ihre Beweiskraft bis zum heutigen Tag.[21]

Im Folgenden werden die einzelnen „Wege“ des Thomas von Aquin näher erläutert:

##### Via I: Bewegungsbeweis
Der erste Weg, ex parte motus, auf dem Thomas das Dasein Gottes beweisen will, geht von der empirisch feststellbaren Tatsache der Bewegung in der Welt aus (deshalb auch „kinesiologischer“ Gottesbeweis genannt).
„Bewegung“ versteht Thomas dabei nicht nur physikalisch als Ortsveränderung, sondern im weiteren (philosophisch-aristotelischen) Sinn als „Übergang von der Möglichkeit in die Wirklichkeit“ (also auch in der Bedeutung von „Werden“, „Veränderung“, „Entwicklung“).
Von der Möglichkeit in die Wirklichkeit übergeführt werden kann etwas – nach dem Kausalitätsprinzip bzw. dem Satz vom zureichenden Grund – aber nur durch etwas, das selbst in Wirklichkeit ist.
Alles, was in Bewegung ist, muss also durch etwas anderes – eine wirkende Ursache – bewegt worden sein.
Dass sich etwas „von selbst“ bewegen kann, schließt Thomas durch den „Satz vom Widerspruch“ aus, nach dem es unmöglich ist, dass etwas zugleich und in derselben Hinsicht in Möglichkeit und in Wirklichkeit existiert. Es ist deshalb auch unmöglich, dass etwas zugleich und in derselben Hinsicht bewegend und bewegt, also Ursache und Wirkung in einem, ist.
Jede Bewegung (Wirkung) ist also selbst wieder durch etwas anderes bewegt (bewirkt bzw. verursacht), dieses wiederum durch etwas anderes und so weiter.
In dieser Weise lässt sich jedoch nicht bis ins Unendliche zurückgehen, da sonst die gesamte Kette von Bewegendem (Ursachen) und Bewegtem (Wirkungen) – und damit auch die von uns zweifellos feststellbare Bewegung in der Welt – gar nicht in Gang gekommen wäre.
Also muss – nach Thomas von Aquin – notwendigerweise ein „erstes unbewegtes Bewegendes“ („primum movens, quod a nullo movetur“) vorausgesetzt werden, das die Kausalkette des Werdens in Gang gesetzt hat, ohne selbst Teil dieser Kausalkette zu sein.
„Und darunter“, behauptet Thomas von Aquin, „verstehen alle Gott“.
|      | In der Welt ist überall Bewegung.                                                                    |
|      | Alles Bewegte wird von einem anderen bewegt, d. h. nichts kann sich selbst die erste Bewegung geben. |
| Also | Die bewegte Welt setzt einen von ihr verschiedenen Beweger voraus.                                   |

Eine unendliche Reihe von Bewegern, die ihre Bewegung jeweils von außen haben, erklärt nicht, woher die Bewegung erstmals ihren Ausgang nahm. Wenn eine endliche Reihe von Bewegtem sich die Bewegung nicht selbst geben kann, dann kann es auch eine unendliche Reihe nicht. Deshalb lehnt Thomas von Aquin in seinen „5 Wegen“ den „Rückgriff auf das Unendliche“ (regressus in infinitum) grundsätzlich ab. Stattdessen sagt er: Es ist notwendig, anzunehmen, dass es eine erste Bewegungskraft (primum movens) gibt, die selbst von niemand anderem die Bewegung erhalten hat und insofern als „unbewegt“ (lat. immotum – „von niemandem in Bewegung gesetzt“) bezeichnet werden kann. Das primum movens immotum nennen wir Gott.

##### Via II: Kausalitätsbeweis
Der kausale Gottesbeweis („ex ratione causae efficientis“) geht davon aus, dass alles, was in dieser Welt existiert, auf eine Ursache zurückzuführen ist. Da man die Reihe der Ursachen nicht unendlich fortsetzen könne, müsse eine erste nicht kontingente Ursache (causa prima) existieren, die selbst auf keine andere Ursache zurückführbar sei. Schon Aristoteles postulierte eine solche erste Ursache, die selbst unverursacht ist, und nannte sie „das erste unbewegte Bewegende“ (πρῶτον κινοῦν ἀκίνητον) oder den „unbewegten Beweger“. Viele mittelalterliche Denker, auch Thomas von Aquin, identifizierten diesen mit Gott. Die Argumentation des Aristoteles liegt dem „kosmologischen Gottesbeweis“ zugrunde und wird von manchen zu einem „Kontingenzbeweis“ verallgemeinert. Die Zweite Prämisse ist der Satz vom zureichenden Grund.
|      | In der Welt gibt es überall Ursachen (actio) und Wirkungen (reactio), die miteinander in Verbindung stehen.            |
|      | Jede Wirkung setzt eine hinreichende Ursache voraus.                                                                   |
|      | Wegen der Unmöglichkeit des regressus in infinitum bleibt nur der Schluss,                                             |
| dass | die Welt eine prima causa efficiens (eine zeitlich erste Wirkursache) hat, welche selber incausata (unverursacht) ist. |

Diese erste, unverursachte Wirkursache (prima causa incausata) wird Gott genannt. Gott ist sich selbst die Ursache seines Seins; er ist das Sein selbst in seiner ganzen Fülle.

##### Via III: Kontingenzbeweis
Der Kontingenzbeweis (ex possibili et necessario – Thomas von Aquin) gilt als radikale Gestalt des kosmologischen Beweises. Sein Gedankengang ist folgender: Es gibt nichtnotwendig Seiendes (das Zufällige, Kontingente). Dieses nichtnotwendig Seiende könnte genauso gut nicht sein. Dass es aber ist, ist nur damit erklärbar, dass es seine Existenz einem anderen Sein verdankt. Diese Abhängigkeitskette lässt sich nur dann überhaupt stabil erklären, wenn es ein aus sich heraus Seiendes (ens a se) gibt, von dem alles kontingent Seiende abhängig ist. Dieses absolut Seiende (Absolute) wird mit Gott identifiziert (Vgl. auch die Erklärung im Artikel Natürliche Theologie).
|      | Die Welt ist kontingent (= nicht notwendig existierend: alles Empirische entsteht und vergeht wieder, ist also entbehrlich). |
|      | Da das Kontingente sich nicht selbst das Sein geben kann und da der regressus in infinitum ausgeschlossen ist, setzt das Vorhandensein eines kontingenten Kosmos die Existenz eines absoluten Wesens (ens necessarium) voraus: von diesem notwendig existierenden Wesen empfängt jedes kontingente Wesen das Sein. |
| Also | setzt die kontingente Welt zur Erklärung ihrer Entstehung die Existenz eines notwendig existierenden Wesens voraus; dieses Wesen wird Gott genannt |

Argumentationen nach diesem Muster sehen sich verschiedenen Einwänden ausgesetzt: die Argumentation ist nur unter bestimmten Voraussetzungen schlüssig, die nicht von jeder Ontologie geteilt werden. Dazu zählen: die Prämisse, dass es überhaupt eine objektive Unterscheidung von kontingent und notwendig in einem für solche Argumente relevanten Sinne gibt; dass Fragen nach dem Warum der Existenz eines Objekts stets die Erwähnung eines anderen Objekts in der Antwort verlangen; dass trotzdem der Ausnahmefall überhaupt sinnvoll ist, dass es auch etwas („erstes“) gibt, wofür ebendies nicht gilt; dass dieses mit Gott (insb. dem Gott einer spezifischen Religion) identifiziert werden kann.
Eine Variante dazu stammt von Leibniz, der annahm, es müsse einen letzten Grund der Dinge geben, der außerhalb der Welt und damit bei Gott liegt. Gott sei der zureichende Grund der Welt.
Für Leibniz ist der Begriff Gottes mit dem Begriff der Vernunft verbunden. Er setzt sich mit mehreren Varianten von Gottesbeweisen auseinander und formuliert den kosmologischen Gottesbeweis neu.
„In seinem kosmologischen Beweis geht Leibniz von dem ihm so genannten Satz von zureichenden Grund aus. Er ist neben dem Widerspruchsprinzip eines der beiden ,großen` Prinzipien der Vernunft. Nach § 32 der Monadologie besagt es, dass sich keine Tatsache als wahr herausstellen kann, ohne dass es einen zureichenden Grund gäbe, warum es sich so und nicht anders verhält, obschon diese Gründe uns oft nicht bekannt sein können.“ (Bromand/Kreis, Gottesbeweise, 2011, S. 120.)

##### Via IV: Stufenbeweis
Auch ex gradibus rerum.
Thomas von Aquin argumentiert in seinem vierten Weg, dem Stufenbeweis, dass die Existenz Gottes aus der Hierarchie der Werte in der Welt abgeleitet werden kann. Er beobachtet, dass es in der Welt eine Hierarchie von mehr oder weniger guten, wahren und schönen Dingen gibt. Diese Werte sind abgestuft und weisen auf eine höchste Wahrheit, Güte und Schönheit hin. Da eine unendliche regressus in infinitum nicht akzeptabel ist, muss es ein Wesen geben, das die höchste Wahrheit, Güte und Schönheit verkörpert und somit die Ursache für die Existenz dieser Werte ist. Dieses höchste Gut wird von Thomas von Aquin als Gott bezeichnet.
|      | In der Welt gibt es mehr oder weniger gute, wahre und schöne Dinge, d. h. die Werte sind abgestuft. |
|      | Da eine Rückführung ins Unendliche (regressus in infinitum) nicht in Frage kommt, muss es ein Wesen geben, welches die höchste Wahrheit, Güte und Schönheit ist und somit den absoluten Endpunkt in der Abstufung der Werte darstellt. |
| Also | Es muss ein Optimum (bzw. Verissimum, Nobilissimum) geben, das für alles innerweltliche Sein die Ursache seines Gut-, Wahr- und Edelseins ist. Dieses höchste Gute, Wahre und Edle nennen wir Gott.                                    |

##### Via V: Finalitätsbeweis
siehe → entsprechender Abschnitt, auch „teleologischer Beweis“ – ex gubernatione rerum.
Im 5. Beweis, dem Finalitätsbeweis, schließt Thomas von Aquin von der Zielstrebigkeit der Naturdinge zurück auf eine erste leitende Zweckursache, die wir Gott nennen.
Zunächst gehen wir davon aus, dass die natürlichen Körper(dinge) nicht etwa aus Zufall, sondern aufgrund eines Zweckes bzw. eines Zieles tätig sind. Aus dem Gegenstand (der Tätigkeit der Naturdinge) folgt die Wirkung (der Zweck/das Ziel). Diese Zwecke unterliegen wiederum einer höheren Führung und Ordnung, da sie selbst nicht vernünftig sind. Aus der Wirkung (dem Zweck/dem Ziel) folgt die Ursache (der ordnende Geist). Letztlich steht über allen Naturdingen ein vernünftiger Geist, der sie auf ein Ziel hin ordnet. Diesen nennen wir Gott. In diesem letzten Schritt folgt aus dem Gegenstand (der Tätigkeit der Naturdinge) die Ursache (der ordnende Geist – Gott).
|      | In der Welt gibt es Ordnung und Zweckmäßigkeit (→ die physikalischen, chemischen und biologischen Naturgesetze).                                                                         |
|      | Ordnung, Zielstrebigkeit und Sinnhaftigkeit setzen einen denkenden Geist als Ordner voraus (aliquid intellegens), andernfalls müsste man wieder einen regressus in infinitum vollziehen. |
| Also | braucht die Welt zur Erklärung ihrer Ordnung einen ordnenden Geist, und den nennen wir Gott.                                                                                             |

#### Kosmologischer Gottesbeweis nach Leibniz
Der kosmologische Gottesbeweis von Leibniz ist wie Via III von Thomas von Aquin ein Kontingenzbeweis. Er verläuft folgendermaßen:
(1)  Es gibt wenigstens eine kontingente Sache.
(2)  Für alles, was es gibt, muss es einen zureichenden Grund dafür geben, warum es sich so verhält, wie es sich verhält, und warum es sich nicht anders verhält als so, wie es sich verhält.
(3)  Wenn es eine kontingente Sache gibt, dann existiert auch eine notwendige Substanz.
(4)  Also: Es existiert eine notwendige Substanz. (Vgl. Bromand/Kreis, Gottesbeweise, 2011, S 122)
Die Existenz einer notwendigen Substanz wird aus der Kontingenz der Dinge und der Annahme eines zureichenden Grundes für alles Existierende abgeleitet.
Kant kritisiert diesen Gottesbeweis und führt an, dass die kosmologische Argumentation nur einen Schluss auf eine letzte unabhängige Ursache zulässt. Leibniz könne keine Existenz einer notwendigen Sache zeigen und somit auch nicht die Existenz eines göttlichen Wesens, denn dieses müsste lt. Definition ein notwendiges Wesen sein. (Vgl. Broman/Kreis, Gottesbeweise, 2011, S 123)

#### Kosmologischer Gottesbeweis anhand der Feinabstimmung der Naturkonstanten
Eine moderne Varianten des kosmologischen Gottesbeweises argumentiert wie folgt: Die physikalischen Naturkonstanten sind so aufeinander abgestimmt, dass Leben, wie wir es kennen, möglich ist. Wenn die Naturkonstanten, von den beobachteten Werten auch nur geringfügig (im Promillebereich) abweichen würden, dann wäre das Leben im Universum nicht möglich. Die Feinabstimmung der Naturkonstanten kann mit einer planvollen Wahl durch einen Schöpfergott erklärt werden.

### Der teleologische Gottesbeweis

#### Beweisgang bei Thomas von Aquin
Der Begriff Teleologie bezieht sich traditionell, etwa bei Thomas von Aquin, auf eine planvolle Einrichtung der Welt, durch welche die Dinge eine höhere Vollkommenheit erreichen. Die Teleologie geht also über die ursprüngliche Vollkommenheit der Dinge hinaus, bezieht sich auf eine offene Naturkausalität und bedarf einer äußeren Ursache. Diese ist aufgrund einer intentionalen Ordnung notwendigerweise intelligent.
Der teleologische Gottesbeweis geht dabei traditionell von der Weltenlenkung aus (gubernatio rerum). Es ist demnach feststellbar, dass es in den Dingen dauerhafte oder angehäufte Verbesserungen gibt. Diese bedürften notwendigerweise einer Weltenlenkung. Unvernünftige Dinge seien nicht in der Lage, ein Ziel zu verfolgen und bedürfen anderer Dinge, die sie zum Ziel bestimmen. An oberster Stelle müsse ein intelligentes Wesen stehen, das eben in der Lage ist, ein Ziel vorzugeben. „Und das heißen wir Gott“, sagt Thomas von Aquin.

### Gott als moralisch notwendige Annahme bei Kant
Immanuel Kant (1724–1804) widersprach der Möglichkeit kosmologischer, teleologischer und ontologischer Gottesbeweise. Theoretisch sei das Ideal eines höchsten Wesens „nichts anderes als ein regulatives Prinzip der Vernunft, alle Verbindungen in der Welt so anzusehen, als ob sie aus einer allgenügsamen notwendigen Ursache entspränge“ und nicht die „Behauptung einer an sich notwendigen Existenz“. Für die praktische Vernunft ist es dennoch „moralisch notwendig, das Dasein Gottes anzunehmen“, denn das moralische Gesetz führt über den Begriff des höchsten Guts zur Erkenntnis aller Pflichten als göttliche Gebote. In seiner Kritik der teleologischen Urteilskraft trat Kant schließlich einen eigenen moralischen Gottesbeweis an: „Folglich müssen wir eine moralische Weltursache (einen Welturheber) annehmen, um uns, gemäß dem moralischen Gesetze, einen Endzweck vorzusetzen; und so weit als das letztere notwendig ist, so weit ist auch das erstere anzunehmen: nämlich es sei ein Gott.“ Hierbei handele es sich jedoch nicht „um einen objektiv-gültigen Beweis vom Dasein Gottes“, sondern Kant schränkte die Gültigkeit des Beweises ein: „Die Wirklichkeit eines höchsten moralisch-gesetzgebenden Urhebers ist also bloß für den praktischen Gebrauch unserer Vernunft hinreichend dargetan, ohne in Ansehung des Daseins desselben etwas theoretisch zu bestimmen“. Insofern erbringt Kant keinen Gottesbeweis im logisch-philosophischen Sinne.

### Ciceros Gottesbeweis e consensu gentium
Der ethnologische oder historische Gottesbeweis wurde von Cicero (106–43 v. Chr.) beigetragen. Er ging davon aus, dass es kein religionsloses Volk gibt (e consensu gentium). Die gemeinsame Gotteserfahrung aller Völker lässt auf die reale Existenz von Göttlichem schließen:

„Es gibt kein Volk, das so wild, und niemanden unter allen, der so roh wäre, daß er in seinem Geist nicht einen Gedanken an die Götter trüge – viele meinen über die Götter Verkehrtes (das aber pflegt aus einem schlechten Lebenswandel zu rühren) – dennoch glauben alle, daß es eine göttliche Kraft und Natur gibt; das bewirkt aber nicht eine Verabredung oder ein Konsens unter den Menschen, und auch wird die Annahme nicht durch Einrichtung oder Gesetze in Geltung gesetzt; die Übereinstimmung aller Völker in der ganzen Sache muß [darum] für ein Naturgesetz genommen werden.“

### Der pragmatische Gottesbeweis
Im Pragmatismus geht man davon aus, dass Wahrheit und Nützlichkeit dasselbe sind. Daraus schlussfolgerte der Philosoph William James, dass der Glaube an Gott zum Optimismus führe wie das Vertrauen in die Zukunft etc., während der Atheismus zu Pessimismus und Hoffnungslosigkeit etc. führe. Daraus wird die Konklusion gezogen, dass der Gottesglaube wahr und der Atheismus falsch sei.

### Die „Pascalsche Wette“
Kein Gottesbeweis im eigentlichen Sinne, sondern eine Argumentation, warum es auch in Ermangelung von Beweisen sinnvoll sei, an Gott zu glauben, ist die mit Argumenten der Kosten-Nutzen-Analyse operierende Pascalsche Wette. Der französische Mathematiker und Philosoph Blaise Pascal (1623–1662) argumentierte, dass es besser sei, bedingungslos an Gott zu glauben, weil man nichts verlöre, wenn er nicht existiert, aber auf der sicheren Seite sei, wenn es doch einen Gott gibt: „Setzen Sie also ohne zu zögern darauf, dass es ihn gibt.“

## Kritik
Zu jeder angeführten Kritik an diesen Gottesbeweisen sei gesagt, dass sich die Existenz eines Gottes wissenschaftlich weder beweisen noch widerlegen lässt. Gott ist daher genauso ein Gegenstand des Glaubens wie etwa die Reinkarnation. Nach Bertrand Russell liegt zudem die Beweislast bei denjenigen, die eine Behauptung aufstellen. Keinesfalls stünden andere in der Pflicht, diese zu widerlegen. Die Analogie der Teekanne diente Bertrand Russell zur Veranschaulichung. Christopher Hitchens geht sogar so weit zu sagen, dass alles ohne stichhaltige Belege verworfen werden muss (Hitchens Rasiermesser).

### Am ontologischen Gottesbeweis
Bereits der Mönch Gaunilo von Marmoutiers, ein Zeitgenosse Anselms, wie auch später Thomas von Aquin kritisierten Anselms Version des ontologischen Gottesbeweises. Gaunilo hält Anselm entgegen, man könne aus dem Begriff nicht auf die Existenz des damit bezeichneten Sachverhalts schließen. Der (bloße) Begriff einer „vollkommenen Insel“ etwa beweise nicht (schon) deren tatsächliche Existenz. Anselm erwidert, die Logik seiner Argumentation lasse sich auf nichts anderes anwenden als „das, worüber hinaus nichts Größeres gedacht werden kann“.
Thomas von Aquin versucht, den ontologischen Gottesbeweis in seiner Summa contra gentiles (Buch I, Kapitel 11) und in der Summa theologica (1. Buch, 2. Untersuchung, 2. Artikel) zu widerlegen, ohne Anselm explizit als Urheber dieses Gottesbeweises zu nennen. Nach Thomas von Aquin ist der Begriff von Gott als etwas, über das hinaus nichts Größeres gedacht werden kann, nicht unmittelbar einleuchtend. Daraus, dass dieser verstanden wird, folge lediglich, dass Gott im Verstande ist, nicht aber, dass er tatsächlich existiert. Zudem habe Anselm nicht unterschieden zwischen dem, was schlechthin einleuchtend (per se notum simpliciter) und dem, was für den Menschen unmittelbar einleuchtend (per se notum quoad nos) ist. Da der Mensch das Wesen (essentia) Gottes mit seinem menschlichen Verstand gar nicht ergreifen kann, kann man nicht argumentieren, dass Gottes Existenz unmittelbar einleuchtend ist, da sein Sein sein Wesen ist (esse est essentia).
In der Neuzeit hat Gottfried Wilhelm Leibniz (1646–1716) die Variante des ontologischen Gottesbeweises von René Descartes (1596–1650) dahingehend korrigiert, dass zunächst die Möglichkeit der Existenz Gottes zu zeigen ist, unter dieser Voraussetzung aber dem Beweis zugestimmt: „Gesetzt, Gott ist möglich, so existiert er.“
Die bekannteste neuzeitliche Kritik des ontologischen Gottesbeweises stammt von Immanuel Kant (Immanuel Kant: AA III, 397–399). In der  Kritik der reinen Vernunft (1781, 2. Auflage 1787) versucht er zu zeigen, dass der ontologische Beweis verschiedene Kategorien vermengt. So werde der modale Begriff sein wie ein Begriff verwendet, der der Kategorie Qualität unterzuordnen sei, also eine Eigenschaft. So wird aber ein „bloß logisches“ Prädikat wie ein „reales“ behandelt, also die Verknüpfung der Vorstellungen nicht dahingehend unterschieden, ob sie auf subjektiven oder objektiven Gründen beruht. Zu sagen, dass ein Ding ist oder existiert, fügt ihm nichts (keine Eigenschaft) hinzu. Der einzige Beweis für eine Existenz ist die Erfahrung. Man wiederholt daher nur, dass man erfahren hat, dass dieses Ding existiert. Weiterhin setzt die Definition des vollkommenen Wesens nach Kant dessen Existenz bereits voraus. Der ontologische Beweis ist daher schlicht ein Zirkelschluss oder eine Tautologie. Da Gott keine objektive Realität besitzt, liegt kein Widerspruch in der Verneinung von Gottes Existenz, es wird damit nicht einmal die Vorstellung des Wesens an sich geleugnet. Wenn aber der Satz „Ein vollkommenes Wesen existiert nicht!“ nicht logisch widersprüchlich ist, dann ist der Satz „Ein vollkommenes Wesen existiert!“ nicht logisch notwendig.
Die Argumentation Kants hatte weitreichende Folgen. So führte sie den Logiker Gottlob Frege (1848–1925) dazu, in seiner Formalisierung der Logik Existenz nicht als Prädikat, sondern durch einen Operator, den Existenzquantor, auszudrücken. Damit wird die Unterscheidung zwischen realen Prädikaten und scheinbar realen Prädikaten von der Analytischen Philosophie aufgegriffen. Bertrand Russell (1872–1970) kritisierte am ontologischen Gottesbeweis, dass er nur dann wahr sein kann, wenn es einen direkten Weg aus der Phantasie in die Realität gibt. Ähnlich argumentiert auch Norbert Hoerster (geb. 1937). Demnach sagt es nichts über die Wahrheit einer Hypothese aus, wenn ihr Erfinder die Existenz mit in die Definition aufnimmt. Alfred Jules Ayer (1910–1989) wies darauf hin, dass man durchaus darauf beharren kann, dass zum Begriff „Gott“ auch die Existenzbehauptung gehört. Aber aus der Annahme, dass das größte denkbare Wesen auch existieren muss, folgt noch nicht, dass auch ein Wesen tatsächlich vorhanden ist, das dem so bestimmten Begriff entspricht.
Auch Gödels formal zweifelsfrei korrekter ontologischer Beweis ist umstritten. Einerseits muss der logisch-ontologische Rahmen zur Theorie positiver, negativer und essentieller Eigenschaften akzeptiert werden. Andererseits erhebt sich die Frage, ob der Beweis inhaltlich sein Ziel erreicht. Problematisch ist nämlich nach Thomas Gawlick der Nachweis positiver Eigenschaften zur Theodizee-Frage, nämlich der Beweis von Gottes Liebe und Allmacht und deren Vereinbarkeit, weil nur die Identität x = x als positive göttliche Eigenschaft bewiesen werden kann. Der zeitgenössische Philosoph und Logiker Joachim Bromand äußert ferner folgende Kritik: Gödels Beweis zeige nicht, dass die Eigenschaften Gottes eine konsistente Menge bilden, also die Menge der Eigenschaften Gottes eine Menge positiver Eigenschaften ist. „In diesem Sinne“ sei er als Beweis für die Existenz Gottes unvollständig. Die Eigenschaften Gottes zu untersuchen und auszuwerten sei aber Aufgabe der Theologie und gehöre nicht zum Anliegen des Beweises.

### Am kosmologischen Gottesbeweis
Ein häufiger Kritikpunkt ist die fehlende Schlüssigkeit in der Beweisführung. Die Schlussfolgerung bricht die Kausalkette willkürlich ab und verwirft letztlich das Kausalitätsprinzip: denn entweder alles hat eine Ursache oder Gott ist ohne Ursache.
Carl Sagan (1934–1996) nahm in der Dokumentation Unser Kosmos zu dem Thema Stellung und argumentierte mit Ockhams Rasiermesser: Falls Gott das Universum aus dem Nichts erschaffen hat, muss die Frage nach der Herkunft Gottes geklärt werden. Wenn der Ursprung Gottes als unbeantwortbar postuliert wird, lässt sich ein Schritt in der Argumentationskette einsparen: Die Frage nach der Entstehung des Universums ist nicht beantwortbar. Falls man davon ausgeht, dass Gott schon immer da war: Das Universum war schon immer da.
Richard Dawkins (geb. 1941) geht in seinem Buch Der Gotteswahn detailliert auf das kosmologische Argument ein. Er lehnt den Versuch ab, Gott als Ausweg aus einem infiniten Regress zu akzeptieren, und weist daher Via I, II und III zurück. Das Stufenargument hält er für zu unspezifisch: Genauso gut könne man für negative Attribute ein unübertreffbares Maximum benötigen und damit beweisen, dass Gott unerwünschte oder triviale Eigenschaften besitzt.
Die Kant’sche Kritik am kosmologischen Gottesbeweis setzt noch tiefer an: Die Kausalität bildet für Kant letztlich nur eine Verstandskategorie, die unserem Denken immanent ist und insofern unvermeidbar in unserem Bewusstsein als Struktur über die Inhalte unserer Sinneswahrnehmungen gelegt wird. Die Wirklichkeit selbst bzw. die Dinge an sich können wir hingegen nicht erfassen. Insofern entzieht sich unserem Erkenntnisvermögen auch die Feststellung, ob nicht bloß unsere eigene Vorstellung, sondern auch die Wirklichkeit ihrerseits den Regeln der Kausalität gehorcht, wie sie als Verstandeskategorie unser Denken beherrscht. Mithin lässt sich laut Kant bereits die Prämisse des kosmologischen Gottesbeweises nicht überprüfen.

### Am teleologischen Gottesbeweis
Ein früher Kritiker des teleologischen Gottesbeweises ist David Hume (1711–1776) in seinen Dialogues Concerning Natural Religion. Immanuel Kant behandelt teleologische Gottesbeweise unter dem Schlagwort der Physikotheologie. Er gesteht diesen Beweisen zwar zu, dass sie die Idee Gottes wahrscheinlicher wirken lassen, es handele sich aber nicht um zwingende Beweise: Die Ordnung der Natur sei nur ein Hinweis auf einen Demiurgen, der die Materie in eine Ordnung bringt, nicht aber auf einen Schöpfergott, der aus dem Nichts erschaffen kann, was er will. Ein physikotheologischer Beweis täuscht also nur vor, einen empirischen Beleg für die Existenz eines Gottes im christlichen Verständnis zu liefern, insbesondere kann das Haben einer Gottesvorstellung nicht auf die Naturerfahrung zurückgeführt werden, sondern muss ein Produkt des spekulativen Vernunftgebrauchs sein.
In jüngerer Zeit hat das teleologische Argument durch die Intelligent-Design-Bewegung in den USA eine Neuauflage erhalten, die bestreitet, dass die natürliche Selektion für die Evolution ausreicht. Kritiker des teleologischen Beweises setzen meist an einer der beiden Fragen an: „Bestehen Ordnung, Schönheit und Zweckmäßigkeit wirklich?“ und „Wenn Zweckmäßigkeit wirklich besteht, muss deswegen eine Instanz existieren, die diese geschaffen hat?“ Die zweite Frage wird oft mit dem Hinweis verneint, dass „Zweckmäßigkeit“ problemlos durch die Evolutionstheorie erklärbar sei.

### Am moralischen Gottesbeweis
Als Grund gegen eine objektive Moral wird das Euthyphron-Dilemma angeführt. Zudem lässt sich Moral auch evolutionär dadurch erklären, dass ein Lebewesen besser im Rudel als alleine leben kann, so dass daher altruistische Ethik zustande kommt.

### Am axiologischen Gottesbeweis
Die Werte und Glücksvorstellungen entstehen eher aus menschlichen Bedürfnissen, die durch Sozialisation und genetische Dispositionen in einer bestimmten Gesellschaft und einem bestimmten Kulturkreis konditioniert werden. Somit muss es nicht notwendigerweise eine unabhängige und transzendente Entität geben, die die Werte und Glücksvorstellungen offenbart. Feuerbach argumentierte hier, dass der Mensch eher von sich auf ein größeres Sein projiziert.

### Am pragmatischen Gottesbeweis
Der Pragmatismus wird ohnehin darin kritisiert, dass Wahrheit nicht immer Nützlichkeit bedeutet. Daher ist die Annahme falsch, dass der Theismus zu Optimismus, Vertrauen in die Zukunft etc. führt und der Atheismus zu Pessimismus, Hoffnungslosigkeit etc. Es gibt unter den Atheisten, Agnostikern und Skeptikern viele Menschen mit einer optimistischen Lebenseinstellung, während es unter den Theisten Menschen mit einer pessimistischen Lebenseinstellung gibt. Selbst wenn der Pragmatismus stimmig wäre, ließe sich damit nicht Gott, sondern lediglich der Glaube bewahrheiten.

### An der Pascalschen Wette
siehe auch: Abschnitt Kritik im Artikel Pascalsche Wette
Der Philosoph John Leslie Mackie (1917–1981) kritisierte an dieser Argumentation, dass eine Reihe von Möglichkeiten unbedacht bleibe. Ob jemand an Gott glaube oder nicht, könne für die Art und Weise, wie Gott die betreffende Person behandle, irrelevant sein. Ein göttliches Wesen könne sogar ehrlichen Atheisten wohlgesinnter sein als Menschen, die aufgrund der von Pascal vorgebrachten Argumente an Gott glauben. Weiterhin sei es möglich, dass nicht der Glaube an Gott im Allgemeinen oder an den christlichen Gott, sondern etwa einzig der Glaube an Odin oder Allah über das Schicksal einer Person nach dem Tod entscheide. Man könne sich daher aufgrund der Wette für den Glauben an den falschen Gott entscheiden und trotz des Glaubens das Los der Ungläubigen teilen.